# Elaterina
Elaterina là một chi bọ cánh cứng trong họ 
Elateridae.
Chi này được miêu tả khoa học năm 1961 bởi Gardiner.

## Các loài
Chi này có các loài:
- Elaterina liassica Gardiner, 1961